# Harbison Canyon (Californie)
Harbison Canyon est une census-designated place du comté de San Diego, dans l'État de Californie, aux États-Unis,. En 2020, elle compte une population de 4 048 habitants.